# 45
Glej tudi: število 45
45 (XLV) je bilo navadno leto, ki se je po julijanskem koledarju začelo na petek.

## Dogodki
- 1. januar

## Smrti
- Pomponij Mela, rimski geograf (* ni znano)